# Air Exel (France)
Air Exel (code AITA : RF code OACI : RXL) était une compagnie aérienne régionale française créée en 1988 et basée sur l'aéroport de Lyon, filiale française du groupe Exel Aviation (Pays-bas).

## Histoire

### 1988-1992
C'est le 15 juin 1988 que la compagnie aérienne française Air Exel est créée par 5 personnes. détenue par la holding luxembourgeoise Esquel (72,5% des parts).
En 1989, elle assure un service régulier entre Liège en Belgique au départ de Paris Orly-Sud et Lyon en Embraer 120 RT Brasilia de 30 places.  
C'est également en 1989, que Air Exel Exécutive est créée pour le transport à la demande, basée sur l'aéroport de Paris-Le Bourget.   
En 1991, Air Exel transporte 18 000 passagers pour un taux moyen de remplissage de 47%. Son chiffre d'affaires est de 52,6 millions de francs pour une perte nette de 10,6 millions de francs. Au 31 décembre 1991, elle compte 46 employés dont 27 personnels navigants. 
Décembre 1991, Air Exel (France) devient au même titre que ses filiales Belges et Anglaises, Air Exel Commuter en alliance avec la compagnie KLM.   
En 1992, elle se rapproche de la compagnie Air Vendée et de son Président Directeur Général Jean-Paul Dubreuil qui  avec Air Transport Pyrénées et Airlec, créé un regroupement des activités lignes régulières des compagnies, qui donnera naissance à Régional Airlines et dont Air Exel entre au capital pour 14%. Le nom de la compagnie ne change pas contrairement à Air Vendée et Airlec.  
Air Exel (France) est placée en liquidation judiciaire en août 1992.

### 1992-2005
L'aventure d'Air Exel continue au delà de 1992, car si les filiales France, Belgique et Angleterre passe sous pavillon Néerlandais, le nom Air Exel est conservé (code AITA : XT code OACI : AXL) par Exel Aviation, filiale du groupe Imca (commercial International Machine Trade for the Clothing Industry Amsterdam) dont l'actionnaire principal est Eric De Vlieger (le même qui s’est illustré en France lors de la saga Air Lib' et qui s'est fait arrêter le 24 janvier 2005).
Avant la fin de l'aventure en début d'année 2005, les filiales françaises de Exel Groupe à s'avoir Alsace Aviation et Loire Aviation (marques commerciales de EXEL) mais sous l'appellation Air Exel, assurait les lignes Strasbourg-Amsterdam et Strasbourg-Milan pour Alsace Aviation et Saint-Etienne-Nantes et Saint-Etienne-Paris pour Loire Aviation.
L'arrestation d'Eric de Vlieger en 2005 conduit à la faillite du groupe d'aviation la même année,.

## Réseaux
En 1989, Air Exel desservait Liège (Belgique) au départ de Paris-Orly sud et Lyon-Satolas.
En 1991, Elle desservait Liège au départ de Paris-Orly et Valence (France) au départ de Paris-Orly.

## Flotte
Plusieurs appareils ont été affectés à Air Exel (France)
- Embraer 120 RT immatriculé G-EXEL (03/1989 à 08/1993),
- Embraer 120 RT immatriculé G-BRAZ loué à Luxair (01/1990 à 04/1990), initialement immatriculé F-GFTC (09/1988 à 12/1989),
- Embraer 120 RT immatriculé F-GFTB (09/1988 à 07/1992),
- Embraer 120 RT immatriculé F-GGTE (11/1989 à02/1994),
- Embraer 120 RT immatriculé F-GGTD (04/1989 à 05/1994),
- SAAB 340 immatriculé HB-AHY loué à Sud Avia (vu en 1990).

## Photographies

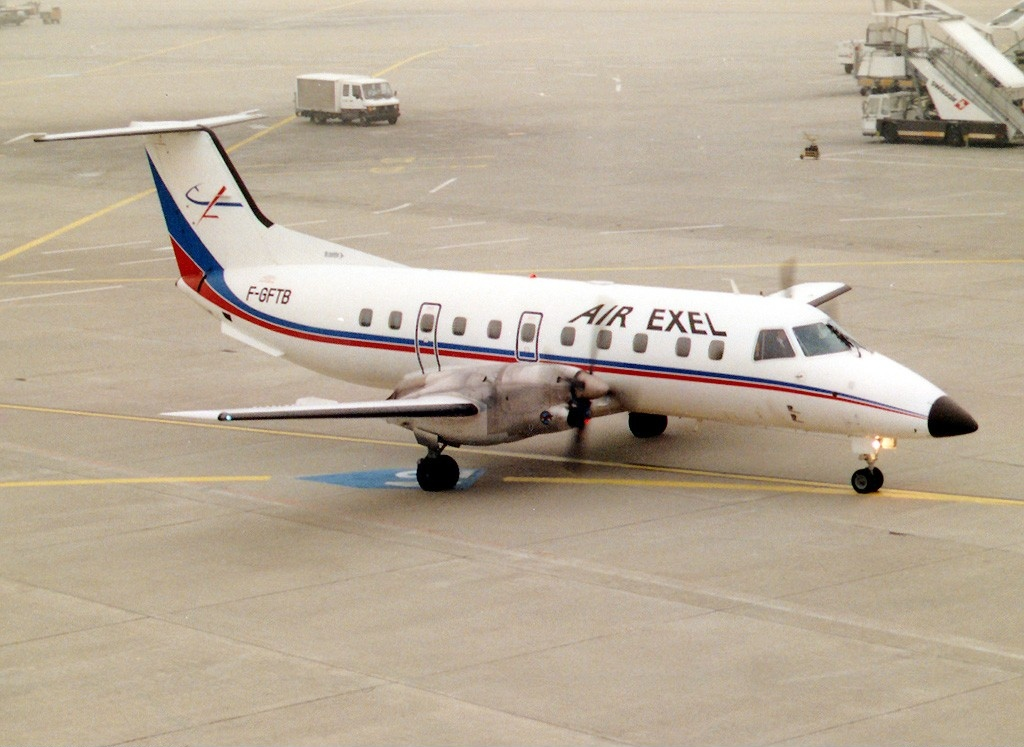
Embraer Air Exel France F-GFTB à Genève en septembre 1991
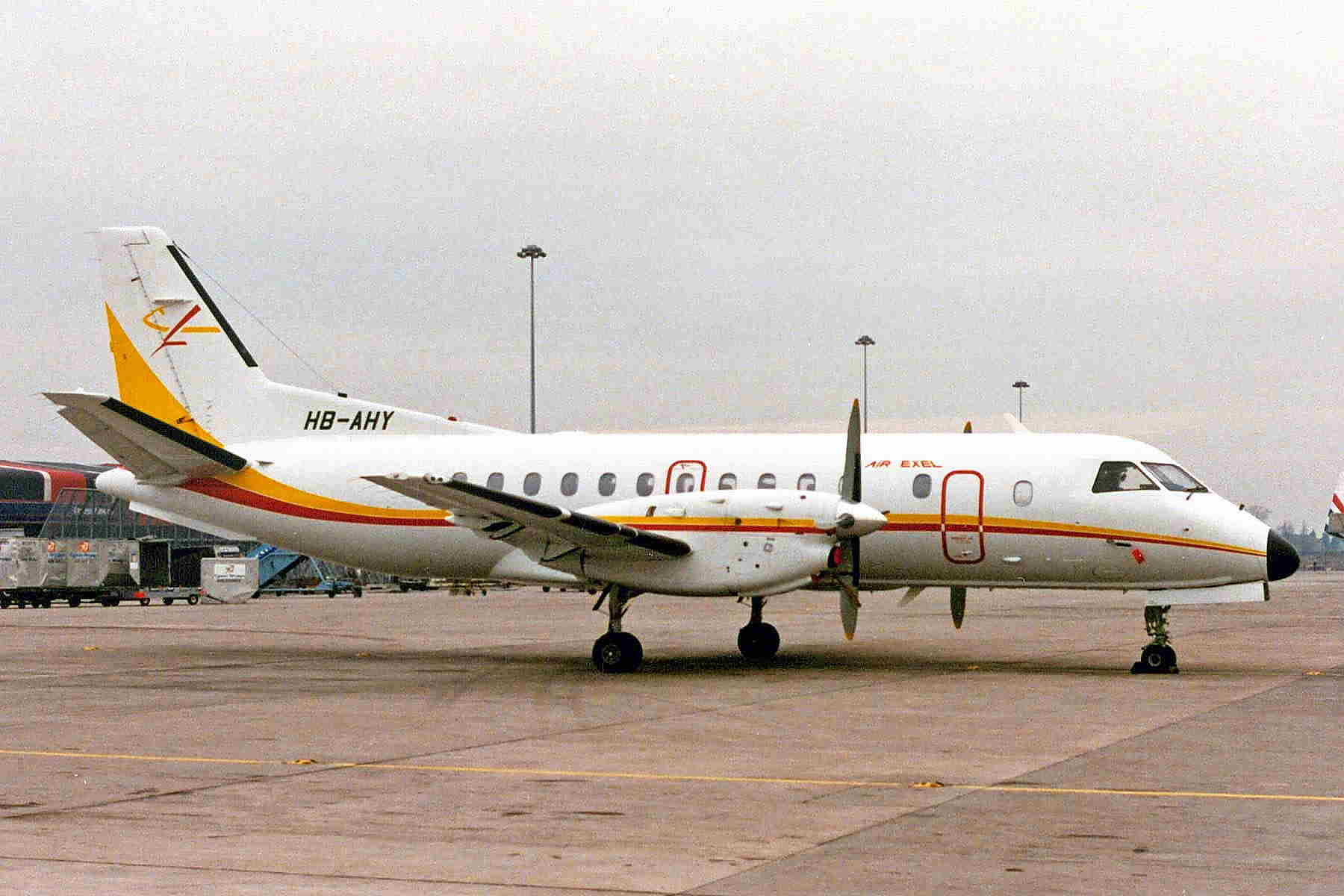
Saab 340B loué à Sud Avia par Air Exel en mars 1990
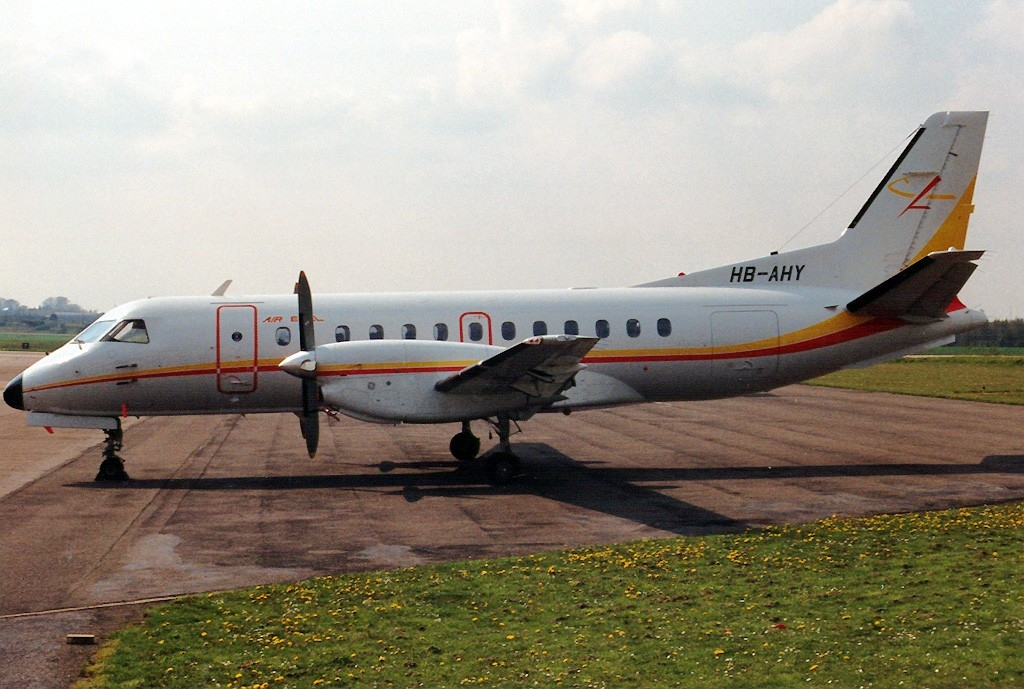
Saab 340B HB-AHY en avril 1990 à Liège (Belgique)
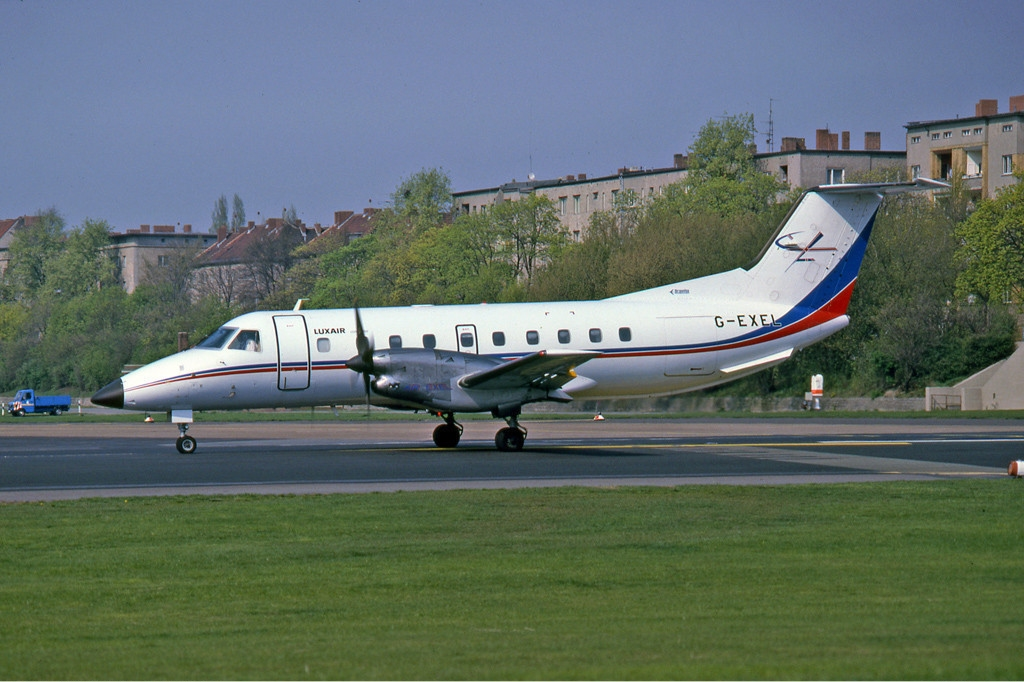
Embraer 120 RT d'Air Exel G-EXEL en avril 1991 à Berlin (Allemagne)